# Ptilopsaltis synchorista
Ptilopsaltis synchorista är en fjärilsart som beskrevs av Edward Meyrick 1935. Ptilopsaltis synchorista ingår i släktet Ptilopsaltis och familjen Acrolophidae. Inga underarter finns listade.